# Día del Pendón de Almería
El Día del Pendón se conmemora en la ciudad española de Almería, el 26 de diciembre, la toma de la ciudad de Almería por parte de los Reyes Católicos, acontecimiento que tuvo lugar en el año 1489.

## Celebración
La mañana de este día, el ayuntamiento de la ciudad celebra un acto cívico-religioso en el cual el Pendón (estandarte que los Reyes Católicos dejaron en la ciudad) es el centro del acto. Por costumbre, se pasea el Pendón de los Reyes por el centro de la ciudad con dirección a la Catedral donde se procede a celebrar una misa en honor al hecho acontecido. El encargado de portar el pendón es el concejal más joven del ayuntamiento, el cual previamente ha de prestar tres veces juramento de entregar el "este mismo estandarte a este mismo lugar tal y como se os estrega". A continuación, se traslada el Pendón a la Catedral de la Encarnación, donde tiene lugar una acción de gracias. Tras la misa se traslada nuevamente el Pendón al Ayuntamiento, en cuyo balcón el alcalde lo hace tremolar tres veces.
Este momento ha estado acompañado en los últimos años por la polémica, debido a la fórmula empleada por el alcalde durante la tremolación. En la fórmula original el alcalde decía: "Almería por España y por los Reyes Católicos". Sin embargo, con la polémica incorporación de la Provincia de Almería a la Comunidad Autónoma de Andalucía se cambió por: "Almería por Andalucía, por España y por los Reyes Católicos". Más tarde, se sustituyó la referencia a los Reyes Católicos por: "la integración de todos los pueblos". Posteriormente, se empleó una fórmula incorporando todas las modificaciones anteriores: "Almería por Andalucía, por España, por los Reyes Católicos y la integración de todos los pueblos". Estos hechos fueron provocando con el tiempo un sentimiento de desarraigo en los almerienses, lo que a su vez provocó la falta de interés en la celebración y la reivindicación de la sociedad por mantener la frase original; "Almería por España y por los Reyes Católicos".
A continuación, el alcalde decía vivas a Almería, a España y al Rey, y se interpretaban el Himno de Almería, y el Himno de España. Tras la salva de cohetes, el Pendón queda expuesto en el balcón principal del Ayuntamiento custodiado por caballeros legionarios hasta la puesta de Sol. Este día fue anteriormente, junto con el día de la Virgen del Mar, fiesta local.

## El Pendón de Almería en el cupón de la ONCE
Con motivo del 530 aniversario del Día del Pendón en Almería, el cual lleva celebrándose desde el año 1489, la ONCE se sumó a la celebración de la festividad del Día del Pendón en Almería y dedicó su sorteo del día 26 de diciembre de 2019 al símbolo más representativo del 530 aniversario de la entrada de los Reyes Católicos a la ciudad de Almería, el Pendón. En total se imprimieron 5,5 millones de cupones a nivel nacional con la reproducción de la imagen representativa del Pendón de los Reyes Católicos, en la imagen del cupón se podía observar el Pendón colgado del balcón de la fachada del Ayuntamiento de Almería, el cual se ubica en la Plaza Vieja de la ciudad almeriense.